# Acıbadem Holding
Acıbadem Holding (чете се Аджъ̀бадем, в превод – „горчив бадем“) е турска здравна институция.
В нея работят 17 000 служители в 20 населени места в Турция. Обхваща мрежа от 6 общопрофилни болници, медицински центрове, поликлиники, офталмологичен център и лаборатории. В международен план Acıbadem действа чрез 22 болници и 19 клиники в 5 държави. Наред с партньорските си отношения с Истанбулската международна болница и Международната амбулаторна клиника в Етилер, Acıbadem се разширява извън границите на Истанбул с болници Измир, Ескишехир и Бодрум, а по-късно и в Истанбул с болници в районите Маслак и Бешикташ.
Компанията е основана през 1992 г. от Мехмет Али Айдънлар (Mehmet Ali Aydınlar) и д-р Армаган Йозел (Armağan Özel), който напуска групата през 2007 г. Айдънлар продължава да е главен изпълнителен директор на институцията. Най-големият акционер в Acıbadem е малайзийско-сингапурската здравна групировка IHH Healthcare.
През пролетта на 2016 г. Acıbadem придобива българската болница „Tokuda“ и лечебните заведения на „City Clinic“, с което се образува най-голямата здравна структура в България.